# Carcare
Càrcare ( Corcre in dialetto valbormidese, Cancre in ligure, Cärcre in piemontese) è un comune italiano di 5 207 abitanti della provincia di Savona in Liguria.

## Geografia fisica
Il comune è situato in val Bormida in una conca sulle due sponde del fiume Bormida di Pallare, compreso tra una altitudine minima di 359 m s.l.m. e una massima di 600 m s.l.m..

## Storia

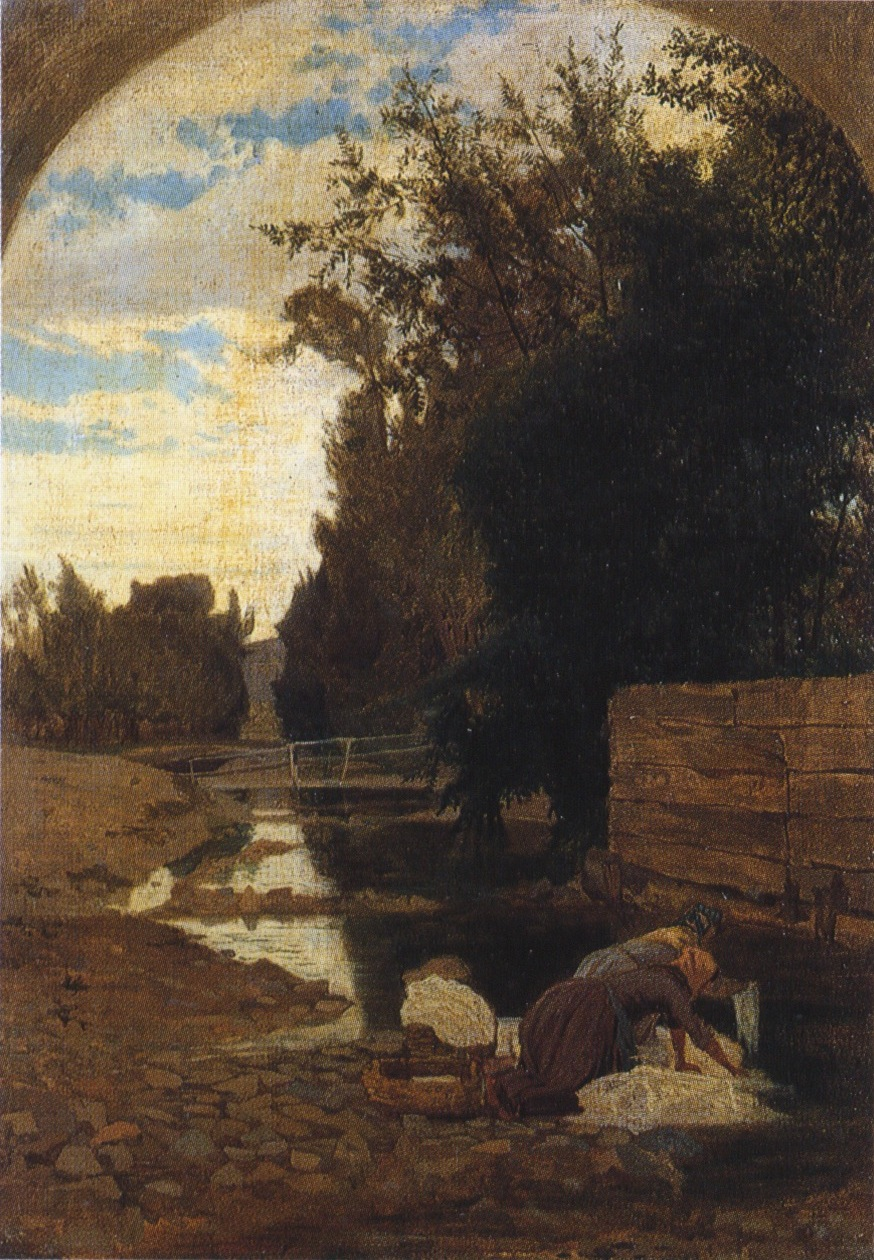
Ernesto Rayper
Lavandaie a Carcare, 1866

Antica mansio di Calanicum lungo la Via Aemilia Scauri, tra gli importanti centri romani di Acqui Terme e Vado, è citata in alcuni documenti con il toponimo Bugile (in seguito Bauzile o Boyle); due documenti del 998 e 999 attestano infatti la cessione delle decime e diritti da parte dell'imperatore Ottone III di Sassonia al vescovo di Savona Bernardo. In un atto di donazione all'abbazia di Ferrania del 1111 compare il toponimo Carcaris.
Nell'XI secolo divenne possedimento di Bonifacio del Vasto e alla morte di quest'ultimo ereditato dal figlio Enrico I Del Carretto nel 1142, capostipite della famiglia dei Del Carretto del Finale. Nel 1185 con la morte di Enrico I i territori verranno divisi tra i due figli Ottone Del Carretto ed Enrico II Del Carretto e Carcare, situata in una posizione considerata importante e strategica per il dominio di questa zona della val Bormida, si ritrovò tecnicamente divisa in due parti: una alle dipendenze del feudo imperiale (Enrico II) e l'altra alleata di Genova con Ottone; nella realtà e di fatto, il territorio carcarese risultava comunque sempre nelle mani della famiglia Del Carretto.
Anche i figli di Enrico II - Corrado, Enrico III ed Antonio Del Carretto - amministreranno in comune la parte di Carcare non soggetta a Genova, salvo poi dividere il tutto in tre parti nel 1276 (Tres partes villae et hominum medietatis Carcherarum); i discendenti di Ottone preferiranno invece vendere i loro possedimenti, e quindi anche la parte di Carcare, nel 1322 al marchese Manfredo IV del Marchesato di Saluzzo; fu lo stesso marchese a rivendere il feudo nel 1337 agli Scarampi di Asti.
Nel 1393 un discendente della famiglia carrettesca - Galeotto Del Carretto - prestò giuramento di fedeltà al marchese Teodoro II Paleologo del Marchesato del Monferrato così come, l'11 novembre del 1431, il marchese Giovanni Bartolomeo Del Carretto fece a Spigno Monferrato davanti al rappresentante del duca di Milano dichiarando la propria sottomissione e di alcuni luoghi (tra questi anche Carcare) dopo la vittoria del Ducato di Milano nel Monferrato. Al 1433 risalgono gli statuti del paese, cioè le norme che ne regolavano la vita e gli usi.
La dominazione feudale dei vari discendenti della famiglia Del Carretto proseguì per tutto il XV secolo e fino alla metà del XVI secolo: i diritti feudali sulle terre di Carcare, facenti parte del Marchesato di Finale così come paesi e località limitrofe, saranno infatti ceduti alla Spagna nel 1598 dall'ultimo marchese Sforza Andrea Del Carretto.
Tra il 1629 e il 1637 il paese fu interessato dalla terribile pestilenza con la perdita, secondo le stime, di buona parte della popolazione con 770 decessi.
Nel 1713 insieme al marchesato finalese divenne dominio della Repubblica di Genova e subì, come essa, il passaggio delle truppe austriache prima (1747) e di quelle francesi di Napoleone Bonaparte poi. Proprio in una palazzina del centro storico, al civico 7 di piazza Germano, è murata una lapide marmorea attestante il soggiorno del generale francese dall'aprile del 1796 durante le battaglie di Dego e Cosseria; nel 1809 nello stesso palazzo soggiornò per alcune ore anche papa Pio VII, prigioniero dei francesi .

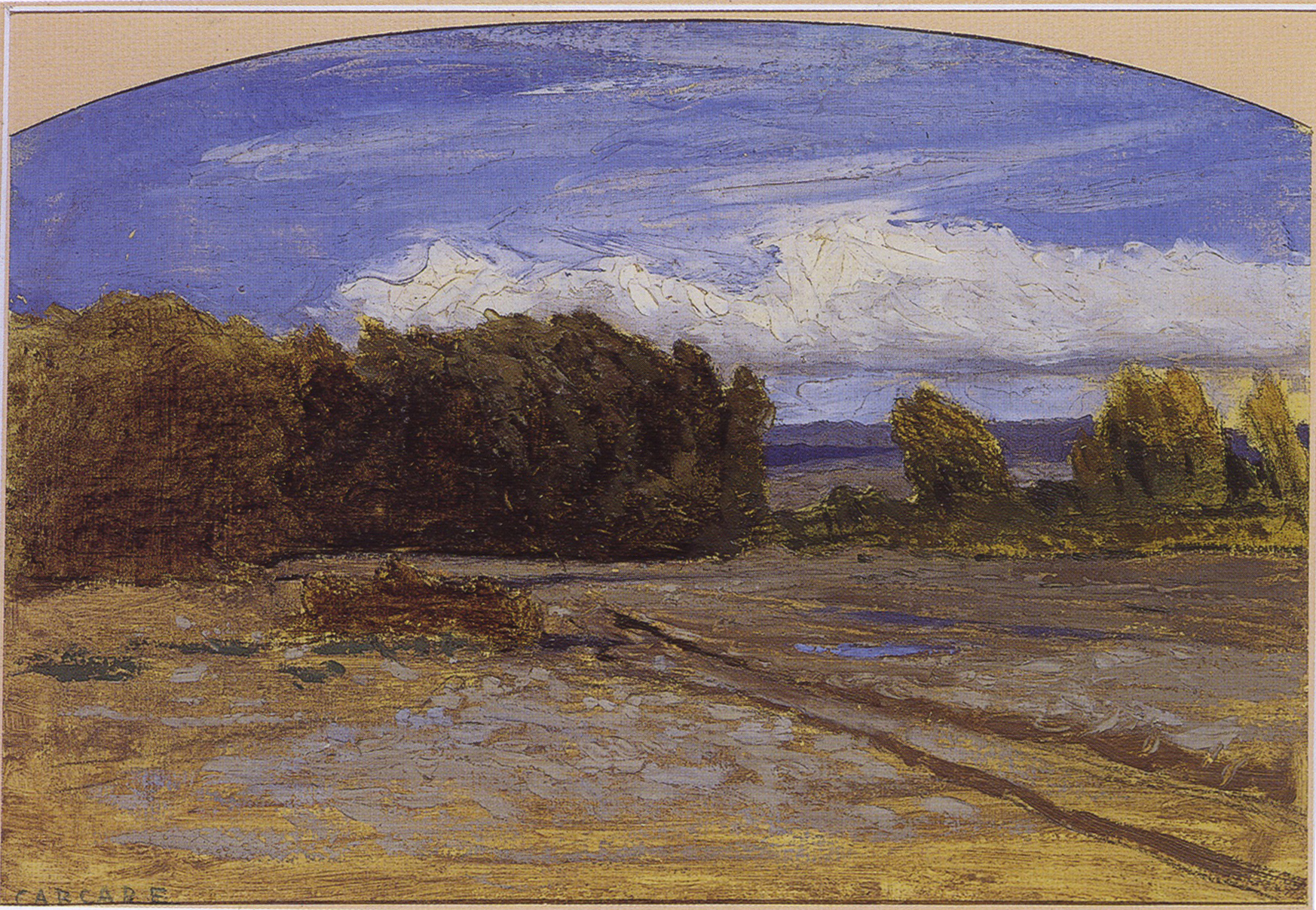
Alfredo d'Andrade
Carcare, 1863

Con la dominazione francese il territorio di Carcare rientrò dal 2 dicembre 1797 nel Dipartimento del Letimbro, con capoluogo Savona, nell'ambito della Repubblica Ligure. Dal 28 aprile 1798, con i nuovi ordinamenti francesi, rientrò nell'VIII Cantone, come capoluogo, della Giurisdizione delle Arene Candide e dal 1803 centro principale del V Cantone delle Arene Candide nella Giurisdizione di Colombo. Annesso al Primo Impero francese dal 13 giugno 1805 al 1814 Carcare venne inserito nel Dipartimento di Montenotte.
Dopo il Congresso di Vienna del 1814, Carcare entrò nel Regno di Sardegna nel 1815, e quindi dal 1861 nel Regno d'Italia.
Dal 1859 al 1927 il territorio fu compreso nel IV mandamento di Cairo Montenotte del circondario di Savona facente parte della provincia di Genova; nel 1927 anche il territorio comunale carcarese passò sotto la neo costituita provincia di Savona.
Dal 1973 al 30 aprile 2011 ha fatto parte della Comunità montana Alta Val Bormida

### Simboli
Stemma
Gonfalone

Lo stemma e il gonfalone sono stati concessi con decreto del presidente della Repubblica del 15 dicembre 1981.

### Onorificenze
Carcare è stata insignita del titolo di "Città Calasanziana" perché nel 1621 fu aperto qui il primo collegio fuori Roma dei padri Scolopi. A fianco c'è la chiesa di sant'Antonio che ospita una biblioteca e il museo ighiniano di scienze naturali.

## Monumenti e luoghi d'interesse

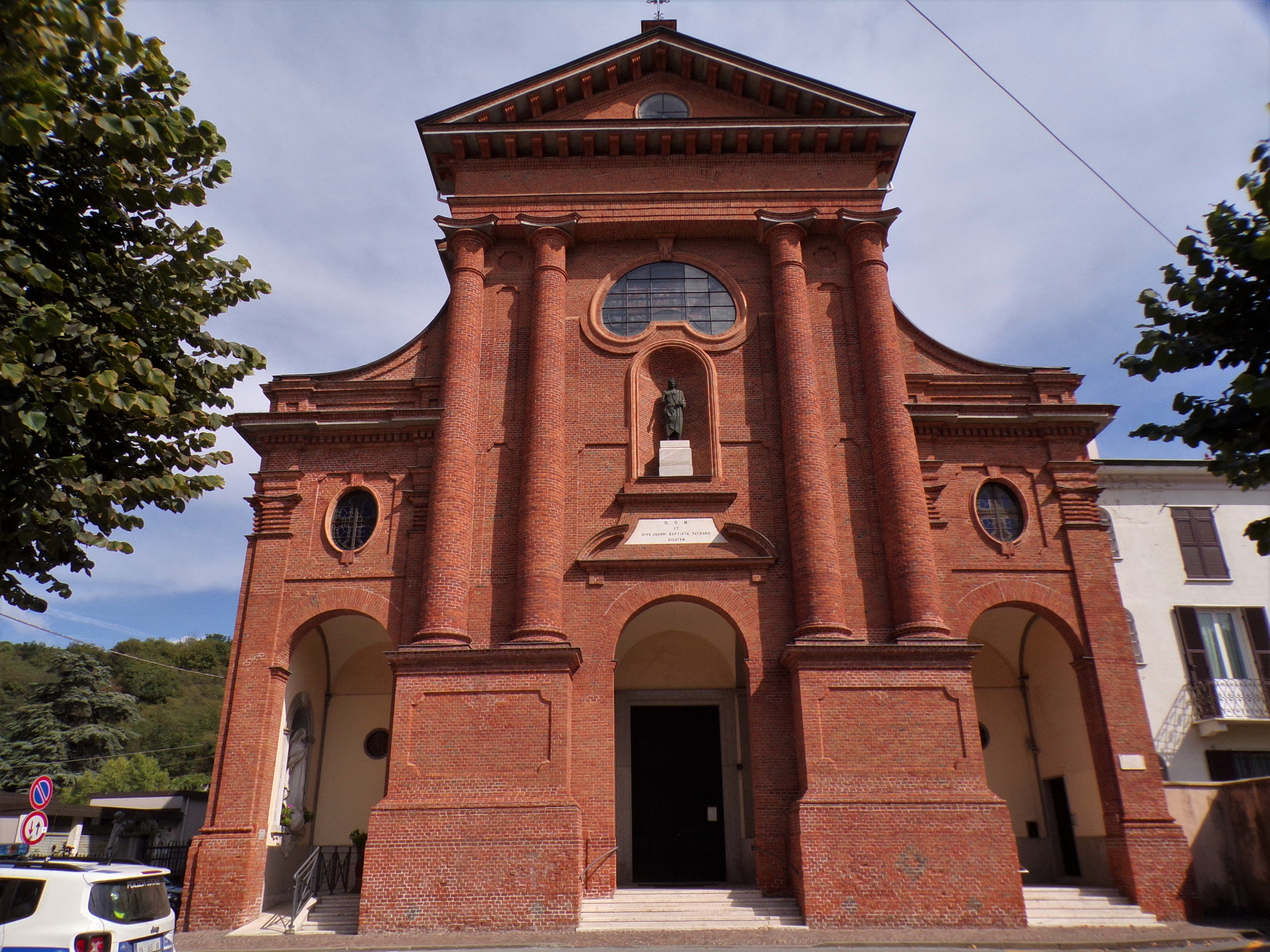
La chiesa parrocchiale di san Giovanni Battista

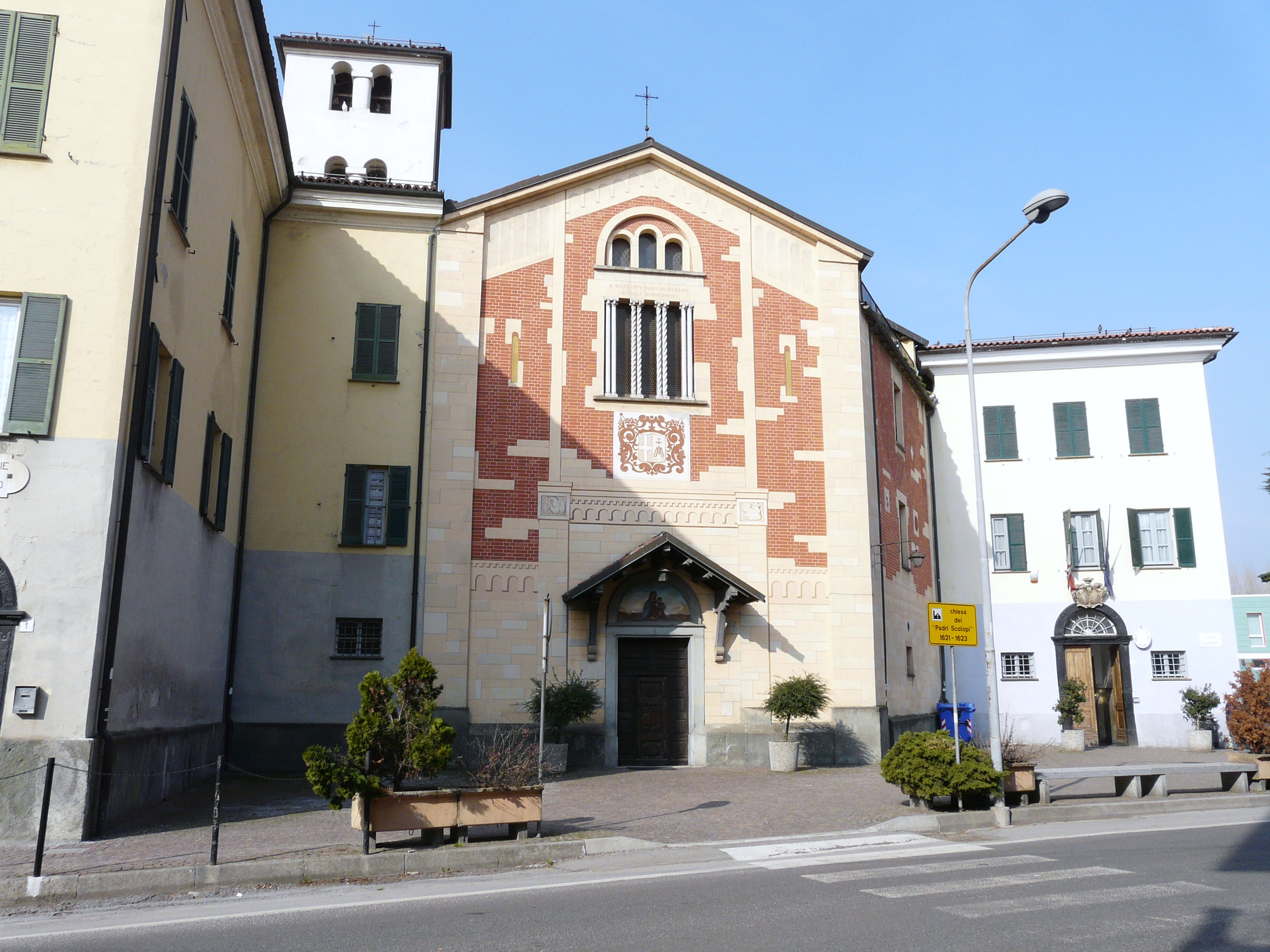
La chiesa dei Padri Scolopi

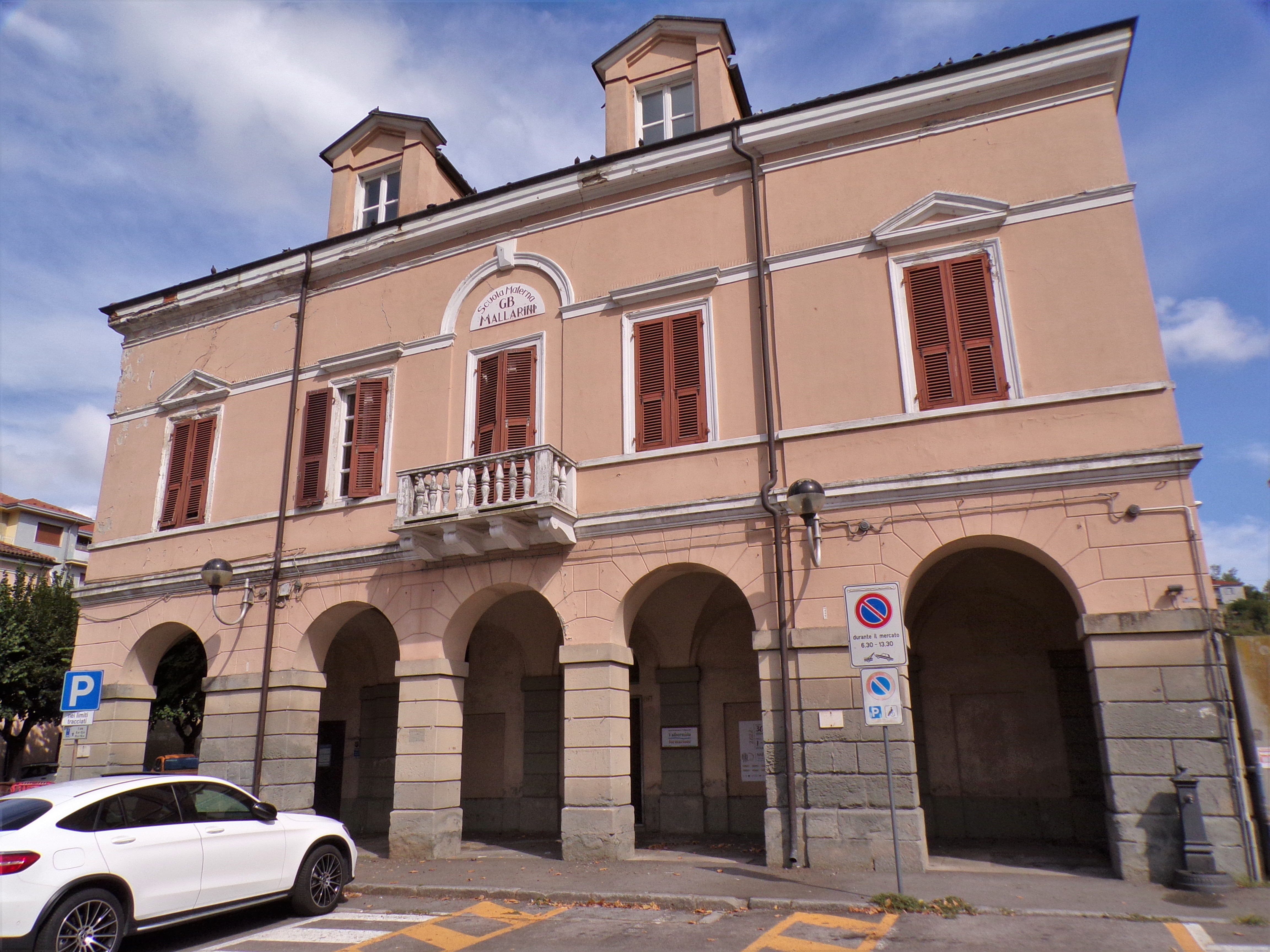
Ex scuola materna "Gian Battista Mallarini"

### Architetture religiose
- Chiesa parrocchiale di San Giovanni Battista nel capoluogo. Risalente alla fine del XIX secolo,[12] ha nell'interno un crocifisso attribuito ad Anton Maria Maragliano.
- Chiesa scolopica di Sant'Antonio Abate nel capoluogo. Attigua al collegio dei Padri Scolopi ed edificata nel 1623[12] con interno a croce greca, la chiesa conserva, tra gli altri, un dipinto della Vergine col Bambino e san Filippo Neri di scuola pittorica genovese del XVIII secolo e due statue di San Giuseppe e Cristo spirato.
- Cappella di San Rocco nel capoluogo. Originariamente dedicata a san Sebastiano[12] conserva, dietro l'altare, un affresco raffigurante la Madonna con i santi Sebastiano e Rocco databile al XVI secolo. Nel terreno circostante la cappella furono sepolte le spoglie dei padri scolopi prima del 1664.
- Ex chiesa di Santa Rosalia nel capoluogo. Edificata nel XIX secolo a seguito di un voto di un avvocato carcarese,[12] la chiesa, dopo aver ospitato la locale confraternita dei Battuti o dei Disciplinati, fu trasformata in cinema negli anni sessanta del Novecento e quindi oratorio. Attualmente è in fase di conversione a teatro cittadino.[12]
- Cappella di San Giovanni del Monte, nell'omonimo nucleo e dominante le borgate di Bugile Soprano e Bugile Sottano. Già di Santa Maria di Bozile,[12] l'edificio fu il primo edificio di culto di Carcare.[12]
- Chiesa parrocchiale del Cuore Immacolato di Maria nella frazione di Vispa.
- Chiesa della Madonna della Pace nella frazione di Vispa, edificata tra il 1964 e il 1965 a forma circolare.[12]

### Architetture civili
- Palazzo del municipio nel capoluogo. Sul luogo ove oggi sono ubicati il palazzo civico e l'asilo infantile insisteva ciò che rimaneva del castello dei marchesi Del Carretto.[13] Di proprietà dei conti savonesi Naselli Feo, nel 1833[13] l'intera area fu acquistata dall'ente municipale e, su progetto dell'architetto Cortese di Savona,[13] edificati due nuovi palazzetti a sede del municipio stesso, dell'ospedale e di due nuove strutture scolastiche; le due costruzioni, identiche, erano in origine collegate tramite un elegante porticato.[13] Con la dismissione dell'ospedale la palazzina ospiterà nuovi uffici comunali.[13]
- Ex collegio delle Scuole Pie nel capoluogo. Fondato dai Padri Scolopi nel 1621,[12] congregazione religiosa fondata da san Giuseppe Calasanzio. Il collegio sopravvisse, nel tempo, a guerre, rivoluzioni, riforme e riformatori. Il suo periodo di maggior fama fu nel XIX secolo dopo la riapertura nel 1801. Il medesimo corpo insegnante fu mantenuto anche dopo il passaggio del collegio al Comune nel 1866 dopo la soppressione degli ordini religiosi; dal 1962 il collegio ospita i locali licei statali classico, scientifico e linguistico.
- Villa Biavasco, di proprietà privata, edificata in epoca fascista.[14] Voluta dal sergente Biavasco quale residenza estiva, originariamente la villa era conosciuta come villa Jole[14] dal nome di Jole Bormioli, quest'ultima esponente di un'importante famiglia di Altare e moglie di Biavasco.[14] La villa si presenta a due piani - più il sottotetto - con una piccola loggia nell'ingresso principale sorreggente il balcone del piano superiore.[14]
- Villa Bolla, di proprietà privata, edificata nei primi anni del XX secolo[14] dal notaio Carlo Bolla. A due piani, nel porticato presenta diversi affreschi.[14]
- Villa Cenni, di proprietà privata, edificata nella seconda metà del XIX secolo.[14] Residenza estiva della famiglia Cenni e poi delle famiglie Boni e Anesa.[14] La villa è strutturata su tre livelli - di forma rettangolare - e presenta quale caratteristica unica rispetto alle altre ville del comprensorio un marcapiano di ceramica di colore blu[14] e timpani a forma di conchiglia nelle aperture dell'ultimo piano;[14] due colonne sorreggono il balcone sopra l'ingresso principale.
- Villa De Marini. Edificata nei primi anni del XX secolo dai marchesi Centurione,[14] nel 1910 il progetto dell'ingegnere Angelo Massardo la elevò di un piano.[14] Passò in seguito di proprietà alla famiglia Raggi-De Marini[14] fino alla cessione al comune di Carcare negli anni settanta del Novecento.[14] Occupata dalle truppe tedesche durante la seconda guerra mondiale,[14] attualmente è sede degli uffici della locale azienda sanitaria.[14] Originariamente la villa possedeva una vasta area coltivata, circa cento ettari,[14] con colture di grano e granoturco e con la presenza, inoltre, di tre cascine e un mulino.[14] Sarà la contessa Adele Borromeo a comprare una parte del terreno per edificarvi l'omonima villa.[14]
- Villa Fina, di proprietà privata, edificata nel 1914[14] e ulteriormente rivista nel 1917.[14] Voluta dalla famiglia Fiumi quale residenza estiva, sarà poi possedimento delle famiglie Murialdo, Quarto e ultimamente Delfino.[14] La villa si sviluppa su due piani e presenta un'architettura in stile Liberty.[14] Il grande cancello, anch'esso decorato liberty, era stato inizialmente commissionato dallo zar Nicola II di Russia[14] e già pronto per essere spedito dal porto di Savona, ma lo scoppio delle rivoluzioni russe nel 1917[14] ne impedì l'invio. Invenduto, il cancello fu quindi messo all'asta e comperato dal signor Fiumi per la sua villa di Carcare.[14] L'edificio è circondato da un parco di circa 1 ettaro.
- Villa Franchi, di proprietà privata, disposta su due piani con torretta quadrangolare. Tra i suoi proprietari la famiglia Franchi, originari della val Trompia.[14]
- Villa Maura. Edificata nel 1885[14] su commissione del garibaldino Anton Giulio Barrili. Nel 1967[14] è stata acquistata dall'ente municipale che ha adibito l'edificio a sede della biblioteca civica[14] e, al primo piano, del museo del Centro studi "Anton Giulio Barrili".[14]
- Villa Olivieri, di proprietà privata, edificata nella seconda metà del XX secolo[14] dalla contessa Adele Borromeo in Zerbini. Forse costruita da maestranze locali, su un terreno appartenente alla villa De Marini, si presenta su due piani e in passato disponeva di una vasta area verde nella quale, oltre ad un frutteto, si trovavano alberi e piante da alto fusto.[14] Negli anni venti del Novecento la proprietà passerà alla famiglia Olivieri cui deriva l'attuale denominazione della villa.[14]
- Ponte Vecchio. Sovrastante il fiume Bormida di Pallare, il ponte Vecchio unisce le due borgate del centro storico di Carcare. Originariamente in legno[13] fu la furia delle acque a costringere ad una sua ricostruzione in pietra nel 1840[13] e ancora nel 1899[13] per sopperire all'insufficiente ampiezza del primo ponte.

### Architetture militari
- Castello di Carcare, eretto nel XVI secolo, i cui ultimi ruderi furono abbattuti nel secondo dopoguerra.

## Società
A Carcare fu fondata nel 1890 una nuova scuola pittorica, detta "dei Grigi", denominazione attribuita per l'abitudine di riprendere in sedute en plein air i panorami e paesaggi della val Bormida con spiccate tonalità grigio-argentee. Tra i maestri aderenti alla scuola vi furono Ernesto Rayper, Tammar Luxoro, Alberto Issel, Serafino De Avendano e Alfredo d'Andrade. Una parte della produzione "dei Grigi" è conservata in una galleria dell'Accademia Ligustica di Belle Arti a Genova

### Evoluzione demografica
Abitanti censiti

### Etnie e minoranze straniere
Secondo i dati Istat al 31 dicembre 2019, i cittadini stranieri residenti a Carcare sono 432, così suddivisi per nazionalità, elencando per le presenze più significative:
1. Romania, 114
2. Albania, 101
3. Marocco, 49
4. Ucraina, 30

## Cultura

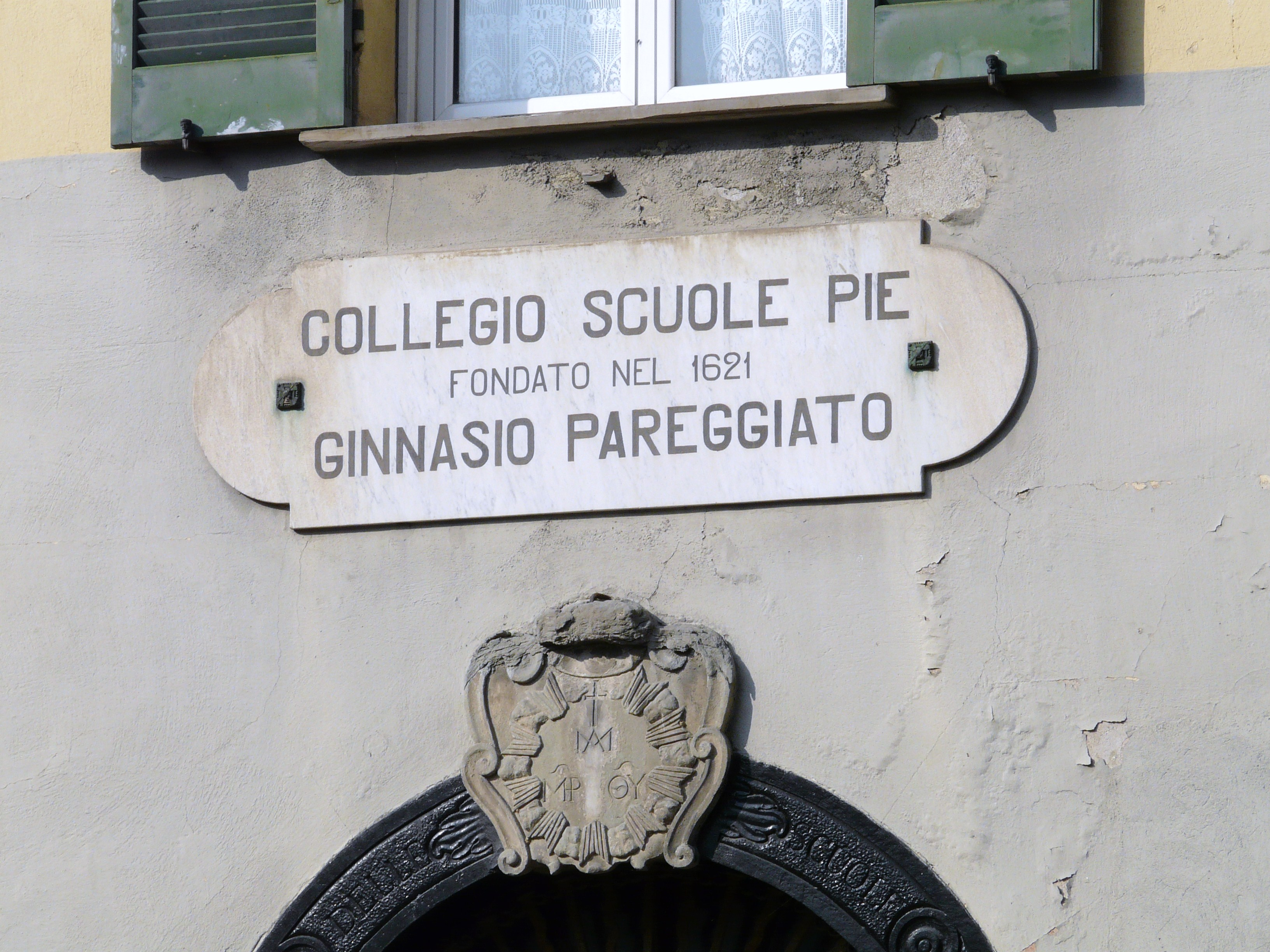
Targa del collegio delle Scuole Pie

### Istruzione

#### Scuole
Carcare è sede del liceo classico, scientifico, linguistico statale "Giuseppe Calasanzio". Tutti e tre gli indirizzi scolatici si trovano in un unico edificio e i primi due furono fondati e inizialmente diretti dai padri Scolopi di Carcare, mentre il liceo linguistico fu istituito solo a partire dal settembre 2010. Il liceo San Giuseppe Calasanzio è uno dei primi licei nati in Italia; pare infatti che il collegio sia stato fondato nel 1621.
Inoltre, si trovava in città un istituto di formazione professionale gestito dall'Istituto addestramento lavoratori (IAL), adiacente alla scuola secondaria di primo grado, chiuso a gennaio 2016 

#### Musei
- Biblioteca museo del Centro studi "Anton Giulio Barrili", presso villa Maura, contiene cimeli, oggetti di uso quotidiano del secondo Ottocento e oltre 9.600 volumi e 17.000 lettere facenti parte del Carteggio Barrili.
- Museo Alpino. Il museo, fondato nel 2004 e unico nel suo genere in Liguria,[13] conserva ed espone vari oggetti risalente alla prima e seconda guerra mondiale.[20]

#### Biblioteche
- Biblioteca "Anton Giulio Barrili" con circa 150000 volumi.[21]

#### Musica
La cantautrice Annalisa è originaria di Carcare.

## Geografia antropica

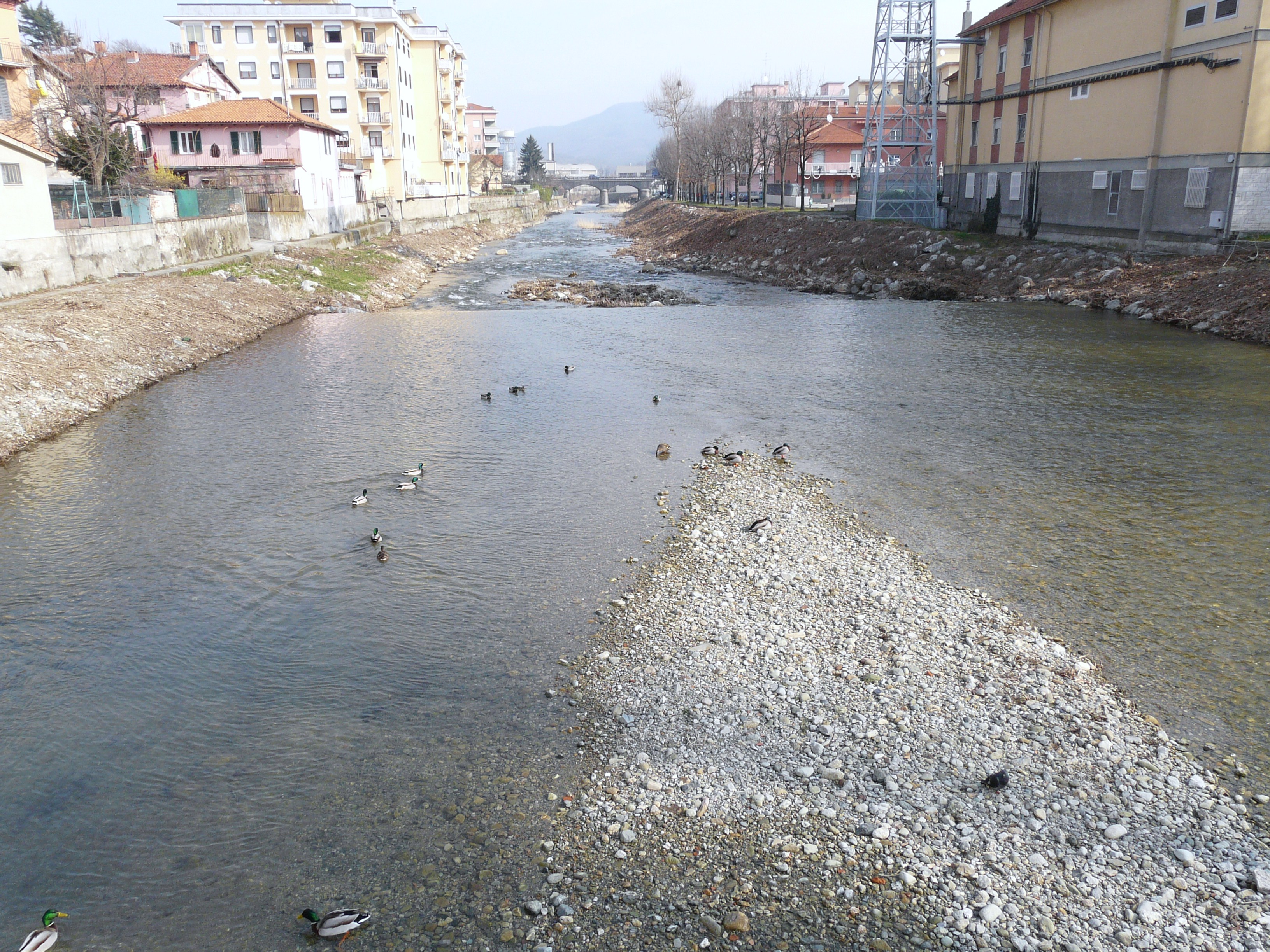
Il fiume Bormida di Pallare attraversante il territorio carcarese

Il territorio comunale è costituito dall'unica frazione di Vispa con i nuclei storici di Biglino, Bucellina, Bugile Sottano, Bugile Soprano, Carpeneto, Cavallera, Cirietta, Cornareto, Fornace Vecchia, Mulino, Negreppie, Niprati, Nizzareto, Pertiche, Piccaratta, Pradonne, Rinchiuso, San Giovanni del Monte, Sapetina, Stamberga - storicamente riconosciute dalla comunità e dallo statuto carcarese - per una superficie territoriale di 10,4 km2.
Confina a nord con il comune di Cosseria, a sud con Pallare e Mallare, ad ovest con Plodio, ad est con Cairo Montenotte ed Altare.

## Economia
Il comune basava, specie nel XIX e XX secolo, la sua principale attività economica nella produzione agricola. Oggi è stata in parte sostituita con l'insediamento di vetrerie, a cui si sono aggiunte le fiorenti produzioni legate alla lavorazione della ceramica. Molto fiorente anche il settore delle piccole imprese.
 Attualmente l'importante azienda Noberasco ha la propria sede e stabilimento a Carcare.

## Infrastrutture e trasporti

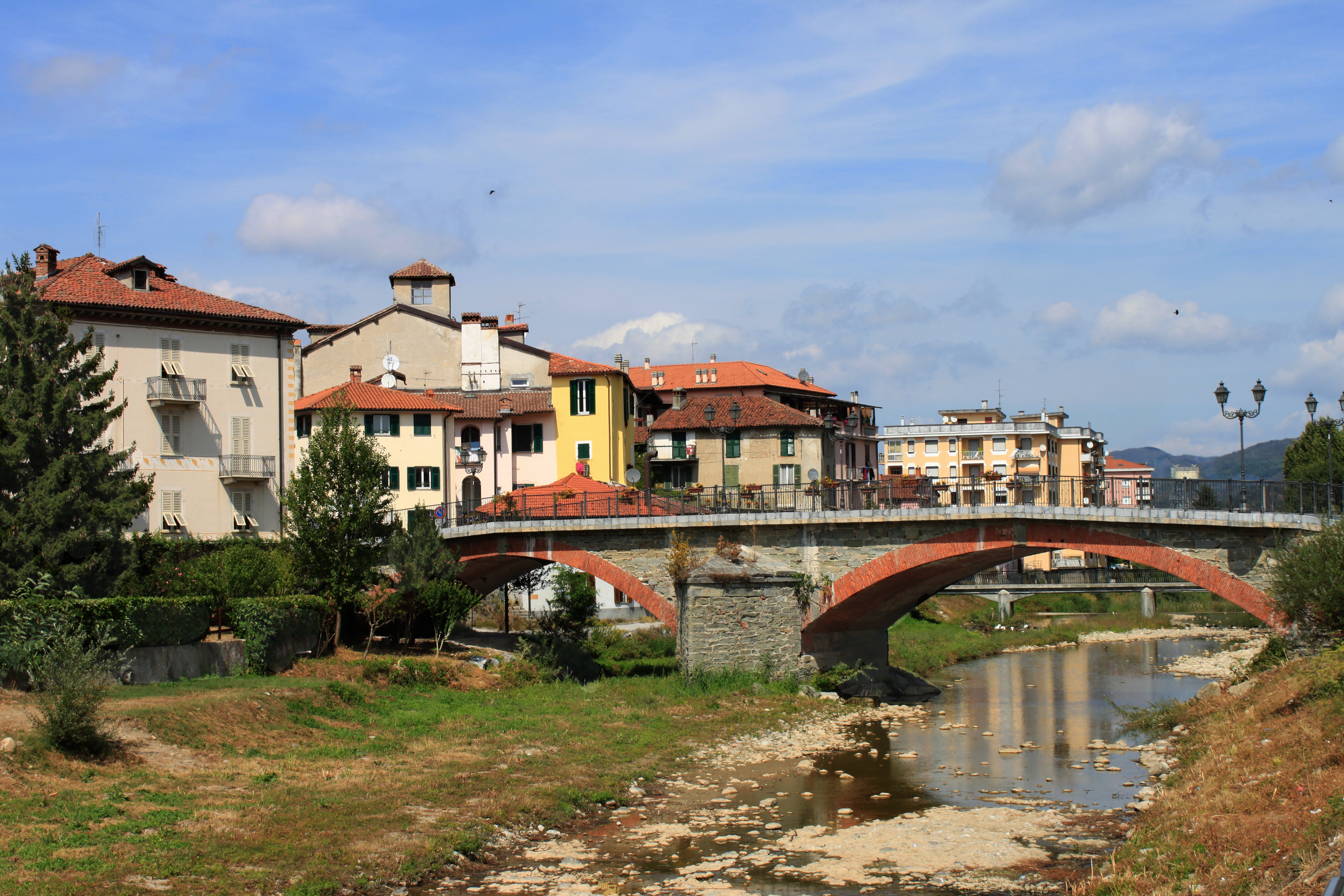
Scorcio di Carcare

### Strade
Il centro di Carcare è attraversato principalmente dalla strada provinciale 29 del Colle di Cadibona che gli permette il collegamento stradale con Altare, a sud, e Cairo Montenotte a nord. Ulteriori arterie viarie del territorio sono la provinciale 11 per Plodio e la provinciale 15 per Pallare.

### Ferrovie
La stazione di San Giuseppe di Cairo è la fermata ferroviaria più vicina sulla linea ferroviaria Torino-Fossano-Savona nel tracciato denominato Savona-San Giuseppe di Cairo via Altare. La cittadina ha avuto, per circa un decennio, una propria stazione ferroviaria che venne dismessa nel 1932. Al suo posto, negli anni successivi, fu creato un ampio fascio costituito da 5 binari tronchi e da uno passante a servizio della vicina stazione di San Giuseppe.

## Amministrazione

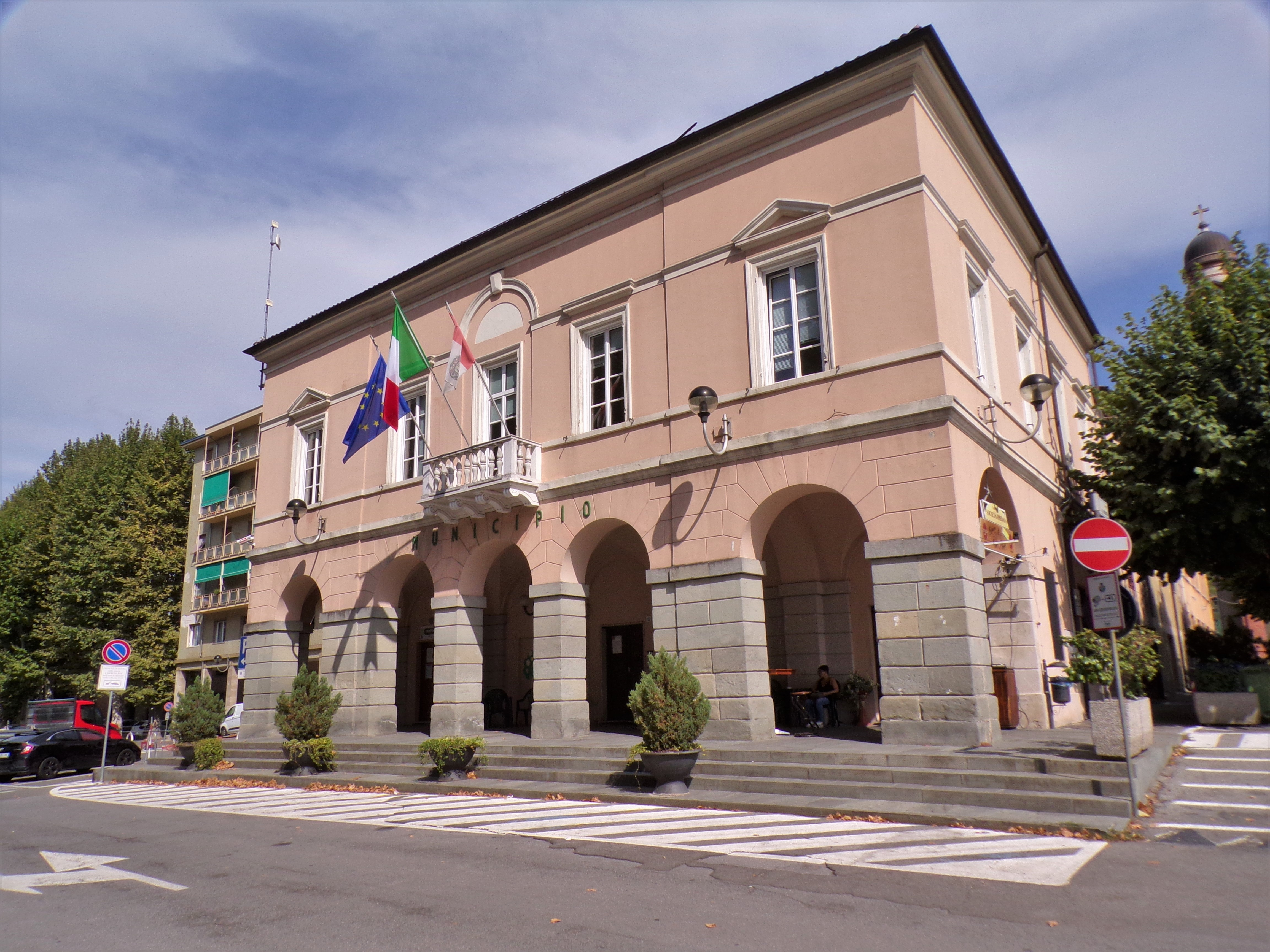
Il municipio

| Periodo          | Periodo         | Primo cittadino     | Partito                                           | Carica         | Note   |
| ---------------- | --------------- | ------------------- | ------------------------------------------------- | -------------- | ------ |
| 6 settembre 1985 | 20 luglio 1990  | Paolo Tealdi        | Partito Comunista Italiano                        | Sindaco        |        |
| 20 luglio 1990   | 24 aprile 1995  | Paolo Tealdi        | Partito Comunista Italiano                        | Sindaco        |        |
| 24 aprile 1995   | 14 giugno 1999  | Franco Delfino      | Partito Democratico della Sinistra                | Sindaco        |        |
| 14 giugno 1999   | 14 giugno 2004  | Franco Delfino      | lista civica di centro-sinistra                   | Sindaco        |        |
| 14 giugno 2004   | 8 giugno 2009   | Angela Nicolini     | lista civica di centro-sinistra                   | Sindaco        |        |
| 8 giugno 2009    | 18 ottobre 2012 | Franco Bologna      | Bologna sindaco (lista civica di centro-destra)   | Sindaco        | [ 23 ] |
| 18 ottobre 2012  | 28 maggio 2013  | Andrea Santonastaso |                                                   | Comm. straord. | [ 24 ] |
| 28 maggio 2013   | 10 giugno 2018  | Franco Bologna      | Bologna sindaco (lista civica di centro-destra)   | Sindaco        |        |
| 10 giugno 2018   | 15 maggio 2023  | Christian De Vecchi | De Vecchi sindaco (lista civica di centro-destra) | Sindaco        | [ 25 ] |
| 15 maggio 2023   | in carica       | Rodolfo Mirri       | Cambia Carcare (lista civica di centro-sinistra)  | Sindaco        |        |

## Sport
- A.S.D. Carcarese, militante nel campionato di Eccellenza.
- Avis Pallavolo Carcare, attualmente iscritta al campionato di Prima Divisione maschile.
- Pallavolo Carcare, attualmente iscritta al campionato di Serie B2 femminile.

### Impianti sportivi
Tra gli impianti sportivi presenti a Carcare vi sono lo stadio comunale "Candido Corrent", il palazzetto dello sport, il campo adibito al tiro con l'arco (situato nella frazione di Vispa), il bocciodromo e il tennis club.